# Allium delicatulum
Allium delicatulum là một loài thực vật có hoa trong họ Amaryllidaceae. Loài này được Siev. ex Schult. & Schult.f. mô tả khoa học đầu tiên năm 1830.